# Román Martínez (pugilista)
Román "Rocky" Martínez (nascido em 31 de janeiro de 1983) é um boxeador profissional porto-riquenho. Ele é um ex-campeão júnior leve da WBO, tendo conquistado o título três vezes entre 2009 e 2016.

## Carreira Profissional

### Início de carreira
Em 22 de dezembro de 2001, Martinez iniciou sua carreira profissional, derrotando o companheiro porto-riquenho Wilfredo Ramos com um nocaute na quarta rodada na eliminatória de um projeto de lei liderado por Irving Garcia em Manatí, Porto Rico. Depois de derrotar Ricky Piedra por nocaute, ele venceu sua primeira decisão contra Israel Galarza. Durante o ano seguinte, Martínez derrotou Richard Boyd, Adisone Sengaroun e Joe Johnson por nocaute e Israel Coraliz por decisão unânime, antes de marcar o primeiro empate de sua carreira contra José Leonardo Cruz. Após seis meses de inatividade, ele voltou à ação em 23 de abril de 2004, derrotando Celestino Rodriguez por nocaute técnico. Martínez lutou mais uma vez em 2004, derrotando Johnny Walker por decisão unânime. Em 27 de janeiro de 2005, ele lutou com Mario Lacey, derrotando-o por nocaute depois de marcar três nocautes no quarto round. Depois de derrotar Derrick Moon por decisão unânime, Martínez lutou dez vezes pela primeira vez em sua carreira, derrotando Jose Luis Soto Karass por decisão unânime. Esta luta foi seguida por onze meses de inatividade, quando ele voltou à ação derrotando Wilfredo Vargas por nocaute técnico em três rodadas.

### Super pluma
Em 17 de novembro de 2006, Martínez lutou pela primeira vez na categoria super pluma, derrotando Baudel Cárdenas por decisão técnica na décima rodada.Com essa vitória, ele ganhou o título vago de super pluma WBO Latino, um campeonato regional sancionado pela Organização Mundial de Boxe. Três meses depois, ele competiu pelo seu segundo campeonato profissional contra Francisco Lorenzo. Martínez venceu o concurso por decisão dividida e recebeu o título de super pluma WBO Inter-Continental. Depois de derrotar Genaro Trazancos por nocaute técnico em uma luta sem título, ele participou de uma partida de unificação contra Daniel Jimenez. Martínez venceu por nocaute na décima segunda e última rodada, mantendo o título de super pluma Inter-Continental e vencendo o campeonato de super pluma WBO NABO.
Em 23 de fevereiro de 2008, ele defendeu o primeiro desses títulos contra José Anibal Cruz, vencendo por nocaute técnico na terceira rodada. Isso foi seguido por uma luta preparatória contra Cristian Favela na categoria leve, que ele venceu por decisão unânime, com pontuações de 97 a 93, 98 a 92 e 99 a 91. Em 30 de agosto de 2008, Martínez defendeu o título de super pluma da NABO contra o Santos Benavides, vencendo a disputa por nocaute técnico na sexta rodada. Ele entrou nessa luta em terceiro lugar na WBO e esperava receber uma oportunidade de campeonato contra o então campeão Alex Arthur, se vencesse.